# Julyan Stone
Julyan Ray Stone (ur. 7 grudnia 1988 w Alexandrii) – amerykański koszykarz, występujący na pozycji rzucającego obrońcy.
7 lipca 2018 trafił do Chicago Bulls w wyniku umowy zawartej między trzema drużynami. 14 lipca został zwolniony przez klub.

## Osiągnięcia
Stan na 11 lutego 2018, na podstawie, o ile nie zaznaczono inaczej.
NCAA
- Uczestnik turnieju NCAA (2010)
- Mistrz sezonu regularnego konferencji USA (C-USA – 2010)
- Zaliczony do:
  - I składu defensywnego C-USA (2010, 2011)
  - II składu C-USA (2011)
- Lider konferencji C-USA w[4]:
  - liczbie asyst (2009, 2010)
  - rozegranych minut (2011)

Drużynowe
- Mistrz Włoch (2017)
- 4. miejsce podczas mistrzostw Włoch (2015)